# Eugenio Montejo
Eugenio Montejo (Caracas, 18 november 1938 - Valencia (Venezuela), 5 juni 2008) was een Venezolaanse dichter en oprichter van de tijdschriften Azar Rey en Revista Poesía van de Universidad de Carabobo.
Hij was onderzoeker in het Centro de Estudios Latinoamericanos "Romulo Gallegos" in Caracas, en medewerker bij een groot aantal nationale en internationale tijdschriften. In 1998 kreeg hij de Nationale Prijs voor Literatuur en in 2004 de Internationale Prijs Octavio Paz voor Poëzie en Essay. Een van zijn gedichten is gebruikt in de film 21 Grams van Alejandro González Iñárritu.

## Gedichten

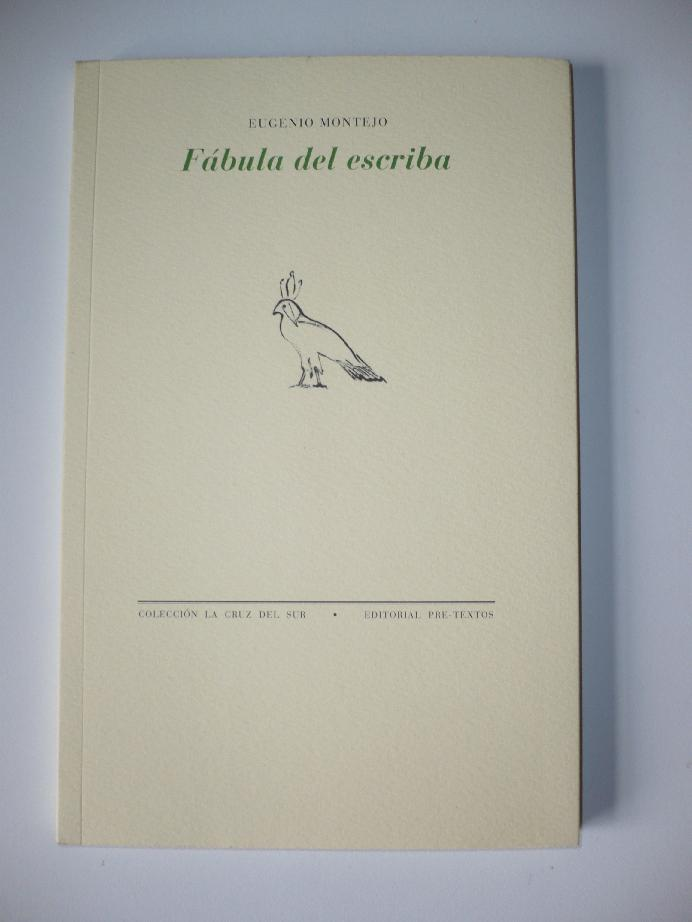
Werk van Montejo

- Élegos (1967)
- Muerte y memoria (1972)
- Algunas palabras (1976)
- Terredad (1979)
- Trópico absoluto (1982)
- Alfabeto del mundo (1986)
- Adiós al siglo XX (1992 en 1997)
- El azul de la tierra (1997)
- Partitura de la cigarra (1999)
- Tiempo Transfigurado (2001)

- Biblioteca Nacional de España: XX968356
- Bibliothèque nationale de France: cb12160612h (data)
- Gemeinsame Normdatei: 140274898
- International Standard Name Identifier: 0000 0000 8081 7897
- Library of Congress Control Number: n83800495
- Nationale Bibliotheek van Tsjechië: xx0204433
- Nationale Bibliotheek van Israël: 987007583975605171
- Nederlandse Thesaurus van Auteursnamen: 122012909
- Système universitaire de documentation: 080718531
- Virtual International Authority File: 2511064
- WorldCat: E39PBJtcBX3F9RwqDTtYGbDrMP